# Mihályi
Mihályi är en ort i Ungern.   Den ligger i provinsen Győr-Moson-Sopron, i den västra delen av landet, 150 km väster om huvudstaden Budapest. Mihályi ligger 132 meter över havet och antalet invånare är 1 137.
Terrängen runt Mihályi är mycket platt. Runt Mihályi är det ganska glesbefolkat, med 22 invånare per kvadratkilometer. Närmaste större samhälle är Kapuvár, 10,0 km nordväst om Mihályi. Trakten runt Mihályi består till största delen av jordbruksmark.